# Diorymerus
Diorymerus är ett släkte av skalbaggar. Diorymerus ingår i familjen vivlar.

## Dottertaxa tillDiorymerus, i alfabetisk ordning[1]
- Diorymerus adulans
- Diorymerus altus
- Diorymerus amplicollis
- Diorymerus anceps
- Diorymerus angulicollis
- Diorymerus anthrax
- Diorymerus aratus
- Diorymerus aterrimus
- Diorymerus auritus
- Diorymerus basalis
- Diorymerus batesi
- Diorymerus beckeri
- Diorymerus bicolor
- Diorymerus bicuspidatus
- Diorymerus bistriatus
- Diorymerus boliviensis
- Diorymerus brevirostris
- Diorymerus breviscutis
- Diorymerus brunneus
- Diorymerus canaliculatus
- Diorymerus carbonarius
- Diorymerus cardinalis
- Diorymerus cardinatus
- Diorymerus castaneus
- Diorymerus cavirostris
- Diorymerus caviventris
- Diorymerus convexicollis
- Diorymerus cravirostris
- Diorymerus cribrarius
- Diorymerus cuneipennis
- Diorymerus curtipennis
- Diorymerus curtirostris
- Diorymerus cylindrinasus
- Diorymerus densirostris
- Diorymerus denticulatus
- Diorymerus dimidiatus
- Diorymerus distinguendus
- Diorymerus ebeninus
- Diorymerus emarginatus
- Diorymerus erythronotus
- Diorymerus erythropterus
- Diorymerus exaratus
- Diorymerus fallax
- Diorymerus fossulatus
- Diorymerus fractipes
- Diorymerus frugalis
- Diorymerus gagates
- Diorymerus geniculatus
- Diorymerus gibberosus
- Diorymerus gibbicollis
- Diorymerus glabricollis
- Diorymerus globus
- Diorymerus granatus
- Diorymerus granulifer
- Diorymerus helosidis
- Diorymerus hypocrita
- Diorymerus hypocritus
- Diorymerus impunctatus
- Diorymerus impunctus
- Diorymerus inaequalis
- Diorymerus incertus
- Diorymerus inconspicuus
- Diorymerus innocens
- Diorymerus insolens
- Diorymerus intermedius
- Diorymerus laevipennis
- Diorymerus laevipes
- Diorymerus laevissimus
- Diorymerus laeviusculus
- Diorymerus lancifer
- Diorymerus laticrus
- Diorymerus latus
- Diorymerus liratus
- Diorymerus longicollis
- Diorymerus longirostris
- Diorymerus luridicollis
- Diorymerus magnificus
- Diorymerus merus
- Diorymerus minutus
- Diorymerus monoceros
- Diorymerus morio
- Diorymerus nigripes
- Diorymerus nigritus
- Diorymerus ordinatus
- Diorymerus ornatus
- Diorymerus ovatus
- Diorymerus partitus
- Diorymerus pellos
- Diorymerus perlaevis
- Diorymerus piceus
- Diorymerus planiscutis
- Diorymerus porcinus
- Diorymerus posticus
- Diorymerus pradierii
- Diorymerus pulvinatus
- Diorymerus punctatus
- Diorymerus punctirostris
- Diorymerus punctiscutis
- Diorymerus pyropus
- Diorymerus quadristriatus
- Diorymerus radius
- Diorymerus repens
- Diorymerus ruber
- Diorymerus rubricatus
- Diorymerus scutellifer
- Diorymerus scutellinus
- Diorymerus semirufus
- Diorymerus semistriatus
- Diorymerus serripes
- Diorymerus serrulatus
- Diorymerus sexstriatus
- Diorymerus sicarius
- Diorymerus sinuatiscutis
- Diorymerus splendidulus
- Diorymerus sponsor
- Diorymerus striatus
- Diorymerus subrhombicus
- Diorymerus subrhomboicus
- Diorymerus substriatus
- Diorymerus sulcatulus
- Diorymerus sulcatus
- Diorymerus suturanigra
- Diorymerus teretirostris
- Diorymerus testaceus
- Diorymerus tibialis
- Diorymerus trapezicollis
- Diorymerus troglodytes
- Diorymerus truncaticollis
- Diorymerus tumidiscutis
- Diorymerus umbonaticollis
- Diorymerus uniseriatus
- Diorymerus vanus
- Diorymerus verrucicollis
- Diorymerus vestigialis